# Guimba
Guimba è una municipalità di prima classe delle Filippine, situata nella Provincia di Nueva Ecija, nella regione di Luzon Centrale.
Guimba è formata da 64 baranggay:
- Agcano
- Ayos Lomboy
- Bacayao
- Bagong Barrio
- Balbalino
- Balingog East
- Balingog West
- Banitan
- Bantug
- Bulakid
- Bunol
- Caballero
- Cabaruan
- Caingin Tabing Ilog
- Calem
- Camiling
- Cardinal
- Casongsong
- Catimon
- Cavite
- Cawayan Bugtong
- Consuelo

- Culong
- Escano
- Faigal
- Galvan
- Guiset
- Lamorito
- Lennec
- Macamias
- Macapabellag
- Macatcatuit
- Manacsac
- Manggang Marikit
- Maturanoc
- Maybubon
- Naglabrahan
- Nagpandayan
- Narvacan I
- Narvacan II
- Pacac
- Partida I
- Partida II
- Pasong Inchic

- Saint John District (Pob.)
- San Agustin
- San Andres
- San Bernardino
- San Marcelino
- San Miguel
- San Rafael
- San Roque
- Santa Ana
- Santa Cruz
- Santa Lucia
- Santa Veronica District (Pob.)
- Santo Cristo District (Pob.)
- Saranay District (Pob.)
- Sinulatan
- Subol
- Tampac I
- Tampac II & III
- Triala
- Yuson